# 八王子市立南大沢中学校
八王子市立南大沢中学校（はちおうじしりつ みなみおおさわちゅうがっこう）は、東京都八王子市南大沢にある公立中学校。通称は南中（なんちゅう）。
2024年（令和6年）4月1日現在、学級数8、生徒数165人、教職員数30人である。

## 沿革
- 1983年（昭和58年）
  - 2月1日 - 八王子市立南大沢中学校として設立し、校長が着任[1][3]。
  - 4月1日 - 開校[3]。
- 1999年（平成11年）3月31日 - 心の教室完成[3]。
- 2004年（平成16年）4月1日 - 通級指導学級「みなさわ」新設[3]。

## 学区
- 南大沢一丁目（一部）
- 南大沢二丁目
- 南大沢三丁目
- 南大沢四丁目

出典：

## 進学前小学校
- 八王子市立柏木小学校
- 八王子市立南大沢小学校

出典：

## 周辺
- 由木あすなろ保育園
- 大平公園
- 南大沢保育園
- 八王子南大沢郵便局

## 著名な出身者
- 笠木新 - サッカー指導者[5]
- 鈴木健人 - 俳優
- 高山師門 - プロバスケットボール選手[6]
- 平本一樹 - サッカー選手[7]